# لمياء جريج
لمياء جريج (1972، بيروت، لبنان) فنانة تشكيلية لبنانية وصانعة أفلام، تلقت بكالوريوس الفنون الجميلة (رسم، صناعة أفلام)، من مدرسة جزيرة رود للتصميم في بروفيدنس، جزيرة رود عام 1995. انتشرت أعمالها على نطاق واسع منذو نهايات 1990. هي مؤسس ومخرج مساعد ل مركز بيروت للفن مع ساندرا داغر. نظمت ساندرا ولمياء «المتحف كمحور» التابع لمركز بيروت للفن في مدينة نيويورك في المتحف الجديد عام 2011.

## أعمالها
تعمل لمياء بوسائط متعددة تتضمن الرسم، الكتابة، التصوير، الفيديو، والتقليد. هي تستكشف الأرشيف وأشياء أخرى ذات صلة وثيقة بالذاكرة. الأشياء المتعلقة بالحرب، هي سلسلة من الشهادات على الحرب اللبنانية اشتراها متحف تيت مودرن عام 2011، والتي تعد القطعة الأولى للفنانة اللبنانية التي يتم عرضها ضمن المجموعة الدائمة في المتحف. ولها فيديو بعنوان بيروت، يتضمن تشريح مدينة كجزء من قصة مصورة، هو محور رقمي انتجه متحف سان فرانسيسكو للفن الحديث.

## أعمال أدبية
- الوقت والآخر (طبعة آلارم، 2004).
- هنا وربما في مكان آخر (بيت ثقافات العالم، 2003).

## معارض فنية

### المعارض الفردية
- بعد النهر، معهد رادكليف للدراسات المتقدمة بجامعة هارفارد، 2017.[7]
- تسجيلات الأوقات المضطربة، معرض فاكتوم للفن، بيروت 2003.[8]
- شعور غريب بالألفة، معرض تنت، ميونخ 2009.
- شعور غريب بالألفة، نائلة كتانة كونجك، بيروت 2008.
- الوقت والآخر، منتدى الفن المعاصر، الاسكندرية 2006.
- الوقت والآخر، معرض تاون هاوس، القاهرة 2005.
- الوقت والاخر، معرض جانين ربيز، بيروت 2004.
- هنا وربما في اماكن أخرى، متحف نيسيفور نييبس، شالون سور سون 2004.
- التنقل، معرض جانين ربيز، بيروت 2001.
- أشياء الحرب والتنقل، معرض نيكى د.ماكوارت، باريس 2000.
- لوحات، معرض جانين ربيز، بيروت 1999.
- السطوح، المركز الثقافى الفرنسى، بيروت 1997.

### المعارض الجماعية
- على طريق ادجوير، معرض سربنتين، لندن 2012.
- بيروت، معرض فني بفيينا، فيينا 2011.
- كل ما يناسب، جماليات الصحافة، كواد، دربى 2011.
- محكى مخفى مُعاد، متحف المتحف العربى للفن الحديث، الدوحة 2010.
- كل ما يخص بيروت، معرض فني الصندوق الابيض، ميونخ 2010.
- الراوى (معرض متجول)، مركز المتحف الوطنى للملكة صوفيا، مدريد 2010.
- الراوى (معرض متجول)، معرض الفن في أونتاريو، تورنتو 2010.
- بارك وطنى للابد، معرض فني، اكسنرجسا 2010.
- استخدامات الوثيقة، المركز الثقافى السويسرى، باريس 2009.
- مؤن للمستقبل: ماضى الأيام القادمة، معرض الشارقة التاسع الذي يقام مرة كل سنتين، الشارقة 2009.
- مناطق نزاع، معرض برات منهاتن، نيويورك 2009.
- لبنان الآن، دارة الفنون، عمان 2008.
- مقدمة، جناح لبنان، معرض البندقية ال52 المقام مرة كل عامين 2007.[9]
- ترميز فك الترميز، متحف الفن المعاصر، روسكيلد 2006.
- الشائعات كوسيلة اعلام، مؤسسة اكبانك للفن، إسطنبول 2006.
- من بيروت، معرض أكسفورد للفن الحديث، أكسفورد 2006.
- استهلاك العدالة، مركز ديار بكر للفن، ديار بكر 2005.
- حضور غياب، معرض تنت، ميونخ 2004.
- الارتباك، بيت ثقافات العالم، بيروت 2003.
- مشروع رقص باتر مع زياد حمداني، منزل حمداني، بتر 2002.
- روابط مفقودة، معرض تاون هاوس، القاهرة 2001.
- مشروع شارع حمرا، سينما كوليزى، بيروت 2000.

## وصلات خارجية
- Website of Lamia Joreige
- Website of Beirut Art Center